# Метрорагија
Метрорагија  је абнормално крварење између редовних менструалних периода. Постоји мало података о преваленцији метрорагије код адолесцената. Уобичајени узроци метрорагије су трудноћа, употреба одређених контрацептива и интраутериних уређаја и полно преносивих болести. Остали узроци укључују поремећаје згрушавања, гениталне трауме, туморске процесе,  поремећаје функција жлезда са унутрашњим лучењеми,  инфекције попут туберкулозе, и нарушено опште здравствено стање организма.
При узимању историје болести треба се фокусирати на питања која из напред наведене етиологије и на пратеће симптоме као што су болови у стомаку и вагинални исцедак. Комплетни преглед карлице, укључујући преглед спекулаумом, а друге методе прегледа треба узети у обзир када су присутни други симптоми.
Дијагностичко испитивање и лечење зависе од етиологије метрорагије. Као и код било које друге менструалне тегобе, трудноћу треба искључити одмах на почетку прегледа. 
У случају неблаговремено постављене дијагнозе и недакватног лечења постоји могућност  озбиљних доживотних компликација  . Узроци ове аномалије су, генерално, локални, односно унутар материце или карлице. Његови оопшти узроци могу бити повезани са жлездама са унутрашњим лучењем или са општим здравственим стањем.

## Терминологија
Да се не би крвареља из материце мешала са другим медицинским терминима везаним за проблеме са менструацијом, кроз историју уведени су и /или коришћени ови термини:
Менорагија (Menorragia- продужено крварење) је ненормално повећање менструалног тока или трајања менструације, али са нормалним интерменструалним интервалима. То се дешава када менструација пређе границу од седам дана или подразумева губитак крви већи од 80 мл. У пракси се овај губитак обично не квантификује, па се узима у обзир само код оних жена код којих омета њихов нормалан живот.Иако су обилна менструална крварења честа међу женама у менопаузи, већина жена не доживљава крварење током менструацијекао обилно или довољно дуго да га дефинише као менорагију.
Полименореја (Polymenorrea) је честа и обилна менструација, због повећања количине менструалног тока и скраћивања интерменструалног интервала. Синоним је за менорагију и хиперменореју.
Аменореја (Amenorrea) је одсуство менструације дуже од 90 дана.
Олигоменореја (Oligomenorrea) коју неки аутори називају и опсоменореја (Opsomenorrea) су дужи менструални циклуси (који трају више од 35 дана). Она у укупном збиру доводи до мањег броја годишњих менструалних циклуса.
Полименореја (Polimenorre) су краћи менструални циклуси, која у укупном збиру доводи до већег броја менструалних циклуса циклуса годишње.
Хипоменореја (Hipomenorrhoea) је један је од поремећаја менструалног циклуса у коме се менструације јављају у редовним временским размацима, али су краткотрајне и оскудне.
Хиперменореја (Hipermenorrea) је један је од поремећаја менструалног циклуса који се карактерише великим губитаком крви, док је трајање крварења и временски интервализмеђу њих потпуно нормалан. Узроци су органски и функционални, односно генитални (ендометриоза, миоми материце, полипи, хронично запаљење слузокоже материце, упала јајника) и екстрагенитални (поремећаји коагулације крви, висок крвни притисак, болести бубрега).

## Епидемиологија
Промене у менструалном циклусу су уобичајене прве две године након прве менструације (менархе) и задње три године пре менопаузе
Иако метрорагија погађа приближно 15-20% жена у неком тренутку њиховог живота, саветује им се да се у случају њене појаве обавезно јаве на преглед гинекологу.

## Етиологија
Крварење из материце између менструалних периода је чест проблем, посебно за тинејџереке и жене у менопаузи, и може бити узрокована:
- Неравнотежом хормона (неравнотежа је понекад узрокована неправилном употребом хормонских лекова, као што су контрацепцијске пилуле)
- Полипи, израслине на грлићу материце (отвор материце) или унутар материце; полипи су обично неканцерогени.
- Фиброиди, који су неканцерозни израслине у материци
- Инфекција или упала материце, грлића материце или вагине
- Ерозија грлића материце (губитак површинског слоја грлића материце)
- Употреба спирале (интраутерини уређај за контролу рађања) или пилула за контролу рађања
- Ендометриоза (ткиво материце које расте изван материце)
- Адхезије (ожиљкасто ткиво) унутар материце
- Суви зидови вагине, као последица смањеног нивоа естрогена након менопаузе
- Хронични медицински проблеми (на пример, проблеми са штитном жлездом, шећерном  болести и проблеми са згрушавањем крви)
- Неки лекови, попут разређивача крви
- Стрес
- Рак грлића материце или других делова материце и вагине

#### Крварење након менопаузе
Крварења која се јављају 6 или више месеци након престанка менструације најчешће су последица рака грлића материце или ендометријума (35 до 50%),  и /или веће дозе естрогена, или њихове неправилне примене. Остали узроци су: 
- атрофични колпитис,
- повреда, полипи,
- артеријска хипертензија,
- субмукозни миоми,
- трофични чиреви грлића материце који настају кнакон пролапса материце,
- болести крви
- тумори јајника који производе естроген.

Ова врста крварења је обично безболна, изузев ако није праћено појавом инфекције или тумора. Крварење може бити врло изражено, од ружичастих мрља на вешу до масивних, које трају данима или месецима.

## Дијагноза
Дијагноза обухвата анамнезу, физикални (гинеколошки) преглед и допунска испитивања, који укључују:
- Биопсија ендометријума: узимање узорак ткива из унутрашњости материце, које се затим прегледа под микроскопом.
- Лабораторијски  преглед вагиналног бриса -  могу се открити малигне ћелије, бактерије и ћелије ендометријума (базалне ћелије, док постоје само оне са естрогеном или туморима јајника који производе овај хормон). У
- Аспирациона киретажа (усисавања) једна је од метода за постављање дијагнозе.
- Ултразвучно скенирање: звучни таласи се користе за снимање материце, јајника и карлице. Ултразвучна сонда се може ставити на доњи део стомака или убацити у вагину.
- Хистероскопија: преглед танком металном цеви са сићушном камером која се убацује кроз вагину и грлић материце у материцу. Методао омогућава преглед унутрашњости материце.
- Сонохистерограм: ултразвучни преглед који се обавља након убризгавања течности кроз цев у материцу. Овај тест омогућава дијагнозу поремећаја слузокоже материце, попут миома.

## Терапија
Лечење зависи од узрока метрорагије. На пример, ако је крварење узроковано хормонском неравнотежом, лекар ће прописати хормоне, а ако се ради о израслинама или тумоорозним променама саветовати оперативни захват. У случају јаког крварења,  пацијентица се ставља у лежећи положај са главом нижом од карлице и ногу,  и одмах дају седативе, инфузије и трансфузије крви.  Ако је нередовно крварење узроковано смањеном функцијом штитне жлезде, започиње лечење хормонима штитасте жлезде.
Могући хируршки третмани укључују:
- Киретажа  је најбољи начин за заустављање крварења. Њом се ткиво материце струже или усисава, а хистолошким прегледом киретажом прикупљеног материјала поставља се дијагноза метрорагије. Након киретаже, може се  применити вишемесечна хормонска терапија.
- Хистероскопија, на пример за уклањање полипа
- Хистеректомија, односно уклањање материце  ако је крварење упорно и не престаје након киретаже и других облика лечења., Према индикацијама материца се може уклонити заједно са  јајницима (хистеректомија и аденексектомија).
- Хируршко уклаљање, зрачење и хемотерапија или било која комбинација ових  третмана код тумора гениталија.

Дужина трајања ефеката лечења зависи од узрока и начина лечења проблема.
Лечење метрорагије након менопаузе је болничко. Сва хормонска терапија је искључена. Киретажа и аспирација полипа (ако постоје) доводе до излечења код 50% пацијената.  Ако пацијент ица није на хормонској терапији, а крварење није престало након друге киретаже, уклањају се материца и јајници (хистеректомија и аденексектомија).

## Компликације
Дуготрајно и обилно крварење може довести до анемије, али и додо различитих инфекција. Бенигни тумори могу бити узрок неплодности, а малигни узроци метастаза опасних по живот.

## Прогноза
Ако узрок крварења није рак, киретажа нормализује менструални циклус, без икакве друге терапије у 50% до 60% случајева. Применом прогестерона или хормона штитасте жлезде (ако је потребно) након киретаже постиже се нормализација стања у још 10 до 15% случајева